# Wilhelm Hoffmann (Politiker, 1876)
Wilhelm Hoffmann (* 11. Dezember 1876 in Eichelsdorf, Kreis Schotten in Hessen; † 4. April 1942 in Berlin) war ein deutscher sozialistischer Politiker.

## Leben
Nach erfolgreichem Abschluss der Volksschule besuchte Wilhelm Hoffmann die Postfachschule, wo er die Postassistentenprüfung ablegte. 1893 wurde er als Postgehilfe in Darmstadt angestellt. Im Jahre 1897 absolvierte er seinen Militärdienst. Er heiratete 1909 die Fürsorgerin Anna Margarete Gwinner, die Ehe wurde 1929 geschieden. Ab 1919 war er zunächst als Postsekretär, später dann als Postobersekretär in Berlin bei der Reichspost bis 1933 angestellt. Dabei bildete sich Hoffmann durch Studien an der Humboldt-Akademie, der Verwaltungs-Akademie und an der Universität in Berlin weiter.
Hoffmann war zunächst Mitglied der SPD und trat 1917 in die USPD ein. Im Jahr 1922 trat er in die SPD über. Wilhelm Hoffmann war Mitbegründer des Allgemeinen Deutschen Beamtenbundes und des Arbeiter-Radio-Bundes.
Hoffmann hatte bereits 1920 vergeblich für den Reichstag kandidiert. Als Nachrücker war er von Februar 1922 bis Mai 1924 Mitglied des Reichstages. Er wurde im Wahlkreis 2 in Berlin gewählt. Im Dezember 1923 trat er als Gegner der Ermächtigungsgesetze aus der SPD-Fraktion aus.
Nach dem Beginn der Zeit des Nationalsozialismus wurde Hoffmann aus politischen Gründen aus dem Staatsdienst entlassen.